# Acciones a lo largo del río Matanikau
Las acciones a lo largo del Matanikau (también llamadas Segunda y Tercera Batallas del Matanikau) fueron dos enfrentamientos separados, pero relacionados entre sí, que tuvieron lugar en los meses de septiembre y octubre de 1942, una serie de combates entre las fuerzas de infantería y navales de Estados Unidos y las del Imperio del Japón que tuvieron lugar alrededor del río Matanikau en Guadalcanal (isla en el sudoeste del Pacífico, al noreste de Australia) durante la Campaña de Guadalcanal. Estos enfrentamientos en particular (el primero tuvo lugar entre el 23 y el 27 de septiembre, y el segundo entre el 6 y el 9 de octubre) fueron dos de los más grandes y más significativos de las acciones del Matanikau.
El área del río Matanikau en Guadalcanal incluía una península llamada Punta Cruz, la aldea de Kokumbona y una serie de crestas y desfiladeros que se extendían hacia el interior desde la costa. Las fuerzas japonesas utilizaron el área para reagruparse tras los ataques contra las fuerzas estadounidenses en la isla, para efectuar más ataques contra las defensas estadounidenses que defendían el aeródromo de los Aliados (llamado Campo Henderson), que se encontraba en Punta Lunga, en Guadalcanal, como una base para defenderse de ataques de los Aliados dirigidos contra las tropas japonesas y para reabastecer los campamentos entre Punta Cruz y Cabo Esperanza en el este de Guadalcanal, y como un puesto de observación e información de la actividad de los Aliados alrededor de Campo Henderson.
En la primera acción, partes de tres batallones del Cuerpo de Marines de los Estados Unidos  bajo el mando del teniente general Alexander Vandegrift atacaron las concentraciones de tropas japonesas en algunos puntos a lo largo del río Matanikau. Los ataques de los marines tenían la intención de «limpiar» la zona de japoneses rezagados que retrocedían hacia el Matanikau tras la batalla del Edson Ridge, para interrumpir los intentos de los japoneses de usar el Matanikau como base para los ataques contra las defensas de los marines en Lunga, y para destruir cualquier fuerza japonesa en los alrededores. Los japoneses (bajo el mando del general de brigada Kiyotake Kawaguchi) repelieron el ataque de los marines. Durante la acción, tres compañías de los marines fueron rodeadas por fuerzas japonesas, sufrieron fuertes pérdidas y escaparon por poco gracias a la ayuda de un destructor de la Armada y una lancha de desembarco tripulada por personal de la Guardia Costera de Estados Unidos.
Dos semanas más tarde, en la segunda acción, una fuerza mayor de Marines estadounidenses logró cruzar el río Matanikau, atacaron las fuerzas japonesas bajo el mando de los generales recién llegados Masao Maruyama y Yumio Nasu, e infligieron numerosas bajas en un regimiento de infantería japonés. La segunda acción forzó a los japoneses a retirarse de sus posiciones al este de Matanikau y frustró los planes japoneses de lanzar una gran ofensiva contra las defensas estadounidenses en Lunga en octubre de 1942 que dio lugar a la batalla por el Campo Henderson.

## Antecedentes
El 7 de agosto de 1942, las fuerzas de los Aliados (principalmente estadounidenses) desembarcaron en Guadalcanal, Tulagi y las islas Florida en las islas Salomón. La llegada a las islas tenía la intención de impedir el uso como bases de los japoneses para amenazar las rutas de suministros entre Estados Unidos y Australia y de asegurar las islas como punto de partida para una campaña cuyo objetivo máximo era neutralizar la base principal japonesa en Rabaul mientras se apoyaba la Campaña de Nueva Guinea de los Aliados. Las llegadas dieron comienzo a la Campaña de Guadalcanal, que duró seis meses. Como se tomó a los japoneses por sorpresa, para la noche del 8 de agosto, las fuerzas de la operación de desembarque de los Aliados habían asegurado Tulagi y las pequeñas islas de alrededor, al igual que un aeródromo en construcción, al que las fuerzas de los Aliados llamaron más tarde Campo Henderson, en Punta Lunga, Guadalcanal.

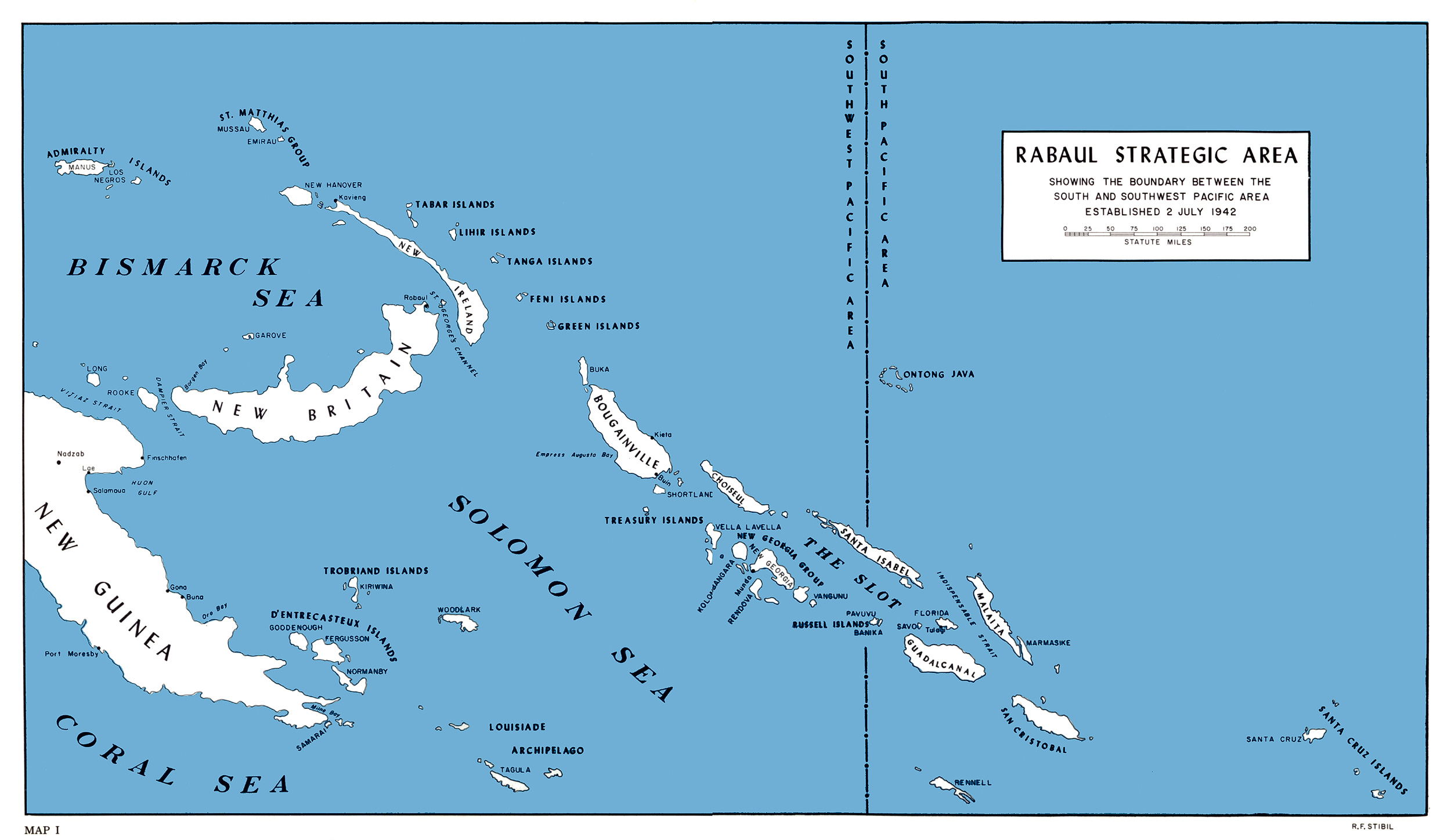
Región de las islas Salomón en el sur del Pacífico. La base japonesa en Rabaul está arriba a la izquierda. Guadalcanal (derecha, abajo) está en el extremo sudeste de «the Slot».

En respuesta a los desembarcos de los Aliados en Guadalcanal, el Cuartel General Imperial de Japón asignó la 17.ª armada de la Armada Imperial Japonesa (un comando del tamaño de un cuerpo con base en Rabaul y bajo el mando del teniente general Harukichi Hyakutake) para la tarea de recuperar Guadalcanal de manos de los Aliados. La 17.ª Armada, que en ese momento estaba muy involucrada en la campaña japonesa en Nueva Guinea, tenía solo unas cuantas unidades disponibles para enviar a la zona. De estas unidades, la 35.ª Brigada de Infantería bajo el mando de Kiyotake Kawaguchi estaba en Palaos, el 4.º (Aoba) Regimiento de Infantería estaba en Filipinas y el 28.º (Ichiki) Regimiento de Infantería estaba a bordo de barcos de transporte cerca de Guam. Las diferentes unidades emprendieron su marcha hacia Guadalcanal inmediatamente, pero el regimiento de Ichiki, al estar más cerca, llegó primero. La “Primera Parte” de la unidad de Ichiki, que consistía en unos 917 soldados, desembarcó de destructores en Punta Taivu, al este del perímetro de Lunga, el 19 de agosto, atacaron las defensas de los Marines estadounidenses y fueron aniquilados casi por completo como resultado de la batalla de Tenaru el 21 de agosto.

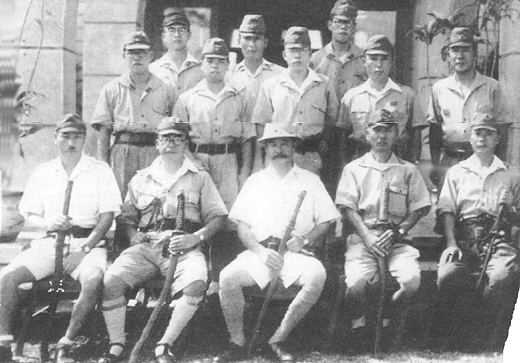
El general de brigada japonés Kiyotake Kawaguchi (sentado en el centro) en una foto de grupo con el personal de su brigada en Palaos, poco antes de partir hacia Guadalcanal.

Entre el 29 de agosto y el 7 de septiembre, los destructores japoneses (conocidos como «Tokyo Express» por las fuerzas de los Aliados), junto a un convoy de lanchas, llevaron a Guadalcanal a los 6000 hombres de la brigada de Kawaguchi, incluido el resto del regimiento de Ichiki (llamado Batallón Kuma) y gran parte del regimiento Aoba. El general Kawaguchi y 5000 de las tropas desembarcaron a 20 millas (32 kilómetros) al este del perímetro de Lunga en Punta Taivu. Las otras 1000 tropas (bajo el mando del coronel Akinosuke Oka) desembarcaron al oeste del perímetro de Lunga en Kokumbona. Durante este tiempo, Vandetrift continuó dirigiendo los esfuerzos a reforzar y mejorar las defensas del perímetro de Lunga. Entre el 21 de agosto y el 3 de septiembre, reubicó tres batallones de marines (incluido el 1.er Batallón de Raiders, bajo el mando del teniente coronel Merritt A. Edson, también conocidos como los Raiders de Edson) desde Tulagi y Gavutu a Guadalcanal.

Guadalcanal. Las defensas de los Marines estadounidenses estaban concentradas alrededor de Punta Lunga (centro-izquierda del mapa). El río Matanikau, Punta Cruz y la aldea Kokumbona, donde se encontraban muchas de las tropas japonesas, está justo al oeste de Punta Lunga.

El Cuerpo Central de Kawaguchi, de 3000 tropas, comenzó sus ataques en una cresta al sur de Campo Henderson el 12 de septiembre, la que más tarde se llamó la batalla del Edson Ridge. Tras numerosos ataques frontales, el ataque de Kawaguchi fue repelido con numerosas bajas para los japoneses, quienes tuvieron que retirarse a la jungla el 14 de septiembre. El asalto de Oka en el oeste y el Batallón Kuma en el este también fueron repelidos por los marines durante esos dos días. Se ordenó a las unidades de Kawaguchi que se retirasen al oeste del valle del Matanikau para reunirse con la unidad de Oka en el lado oeste del perímetro de Lunga. La mayoría de hombres de Kawaguchi alcanzó el Matanikau el 20 de septiembre.
Mientras los japoneses se reagrupaban al oeste del Matanikau, las fuerzas estadounidenses se concentraban en apuntalar y reforzar sus defensas en Lunga. El 18 de septiembre, un convoy naval de los Aliados dejó 4157 hombres de la 3.ª Brigada Provisional de Infantería de Marina (7.º Regimiento de Marines) en Guadalcanal. Estos refuerzos permitieron que Vandegrift (empezando el 19 de septiembre) estableciese una línea continua de defensa alrededor de todo el perímetro de Lunga.

Los japoneses comenzaron las preparaciones para su siguiente intento de reconquistar Campo Henderson. El 3.er Batallón, el 4.º Regimiento de Infantería había desembarcado en la bahía de Kamimbo en el extremo oeste de Guadalcanal el 11 de septiembre, demasiado tarde como para unirse al ataque de Kawaguchi contra los Marines estadounidenses. Para entonces, sin embargo, el batallón se había unido a las fuerzas de Oka cerca del Matanikau. Entregas posteriores del Tokyo Express (desde el 15 de septiembre) les llevaron comida y munición, al igual que a 280 hombres del 1.er Batallón, Regimiento Aoba, a Kamimbo en Guadalcanal.
El teniente general de los Marines de Estados Unidos Vandegrift y sus subordinados estaban al tanto de que las tropas de Kawaguchi habían retrocedido al área oeste de Matanikau, y de que numerosos grupos de japoneses rezagados seguían desperdigados por el área entre el perímetro de Lunga y el río Matanikau. Dos asaltos previos de los marines (el 19 y el 29 de agosto) habían terminado con algunas de las fuerzas japonesas que acampaban en el área, pero no habían logrado que el área dejase de ser un punto de encuentro y una posición defensiva para las fuerzas japonesas que amenazaban la porción oeste de las defensas de los marines. Por tanto, Vandegrift decidió comandar otra serie de operaciones en pequeños grupos alrededor del valle del Matanikau. El propósito de estas operaciones era «limpiar» la zona de los grupos de tropas japonesas dispersas al este del Matanikau y mantener la fuerza principal de los soldados japoneses desequilibrada para evitar que consolidasen posiciones tan cerca de las defensas principales de los marines en Punta Lunga. La primera operación se asignó al 1.er Batallón del 7.º Regimiento de Marines bajo el mando del teniente coronel Chesty Puller a fecha 23 de septiembre. La operación iba a ser apoyada por fuego de artillería del 11.º Regimiento de Marines.

## Acción de septiembre

### Preludio

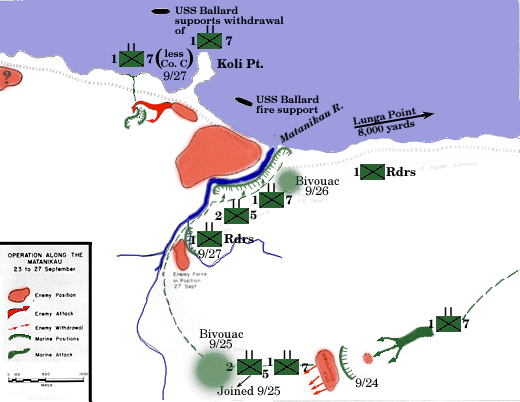
Mapa de las acciones de Matanikau, 23-27 de septiembre. El verde representa las unidades y movimientos de los Marines estadounidenses, y el rojo las posiciones y acciones japonesas. Punta Cruz está mal identificado como «Punto Koli», y el destructor USS Monssen que apoyó la operación está mal identificado como USS Ballard.

El plan de los marines requirió que el batallón de Puller marchase hacia el oeste del perímetro de Lunga, escalase un gran accidente geográfico llamado monte Austen, cruzase el río Matanikau y entonces reconociese el terreno entre el Matanikau y la aldea de Kokumbona. Al mismo tiempo, el 1.er Batallón de Raiders (bajo el mando del entonces teniente coronel Samuel B. Griffith) tenía que cruzar en la desembocadura del Matanikau para explorar el área entre el río, Kokumbona y más al oeste hacia Tassafaronga. Los marines conjeturaban que había unos 400 japoneses en esa zona.
El número de tropas japonesas en el valle del Matanikau era mucho mayor de lo que los marines habían estimado. Creyendo que los Aliados intentarían un desembarco anfibio cerca del río Matanikau, Kawaguchi asignó al 124.º Regimiento de Infantería de Oka (de aproximadamente 1900 hombres) a defender el Matanikau. Oka desplegó su Batallón «Maizuru» alrededor de la base del monte Austen y a lo largo de las orillas este y oeste del río Matanikau. El resto de las fuerzas de Oka estaba al oeste del Matanikau, pero en posición para responder rápidamente a cualquier ataque de los Aliados en el área. Incluyendo otras tropas japonesas situadas cerca de Kokumbona, el total de fuerzas japonesas en área general del Matanikau era de unos 4000 hombres.

### Acción
Los 930 hombres del batallón de Puller marcharon hacia el oeste del perímetro de Lunga la madrugada del 23 de septiembre. Más tarde esa misma mañana, las tropas de Puller perseguían dos patrullas japonesas que reconocían el área de las defensas de los marines en Lunga. El batallón de Puller acampó entonces para pasar la noche y se preparó para escalar el monte Austen el día siguiente.
El 24 de septiembre a las 17:00, mientras los hombres de Puller subían la vertiente noreste del monte Austen, sorprendieron y mataron un vivac de 16 soldados japoneses. El ruido de la escaramuza alertó a varias compañías del Batallón Maizuru de Oka que estaban emplazadas en las cercanías. Las tropas Maizuru atacaron rápidamente a los marines de Puller, que se pusieron a cubierto y devolvieron el ataque. Por orden de Oka, los japoneses se fueron dispersando y retirando hacia el río Matanikau, y a medianoche el enfrentamiento ya había acabado. Los marines contaron 30 bajas japonesas, y 13 muertos y 25 heridos de sus filas. Puller contactó con el cuartel general vía radio y solicitó ayuda para evacuar a los heridos. Vandegrift respondió que enviaría al 2.º Batallón del 5.º Regimiento de Marines (2/5) como refuerzo el día siguiente.

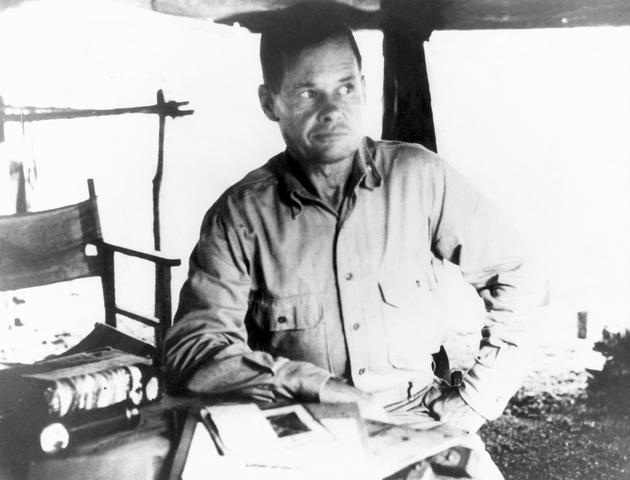
El teniente coronel de los Marines estadounidenses Lewis «Chesty» Puller en Guadalcanal en septiembre de 1942.

El 2/5 (bajo el mando del teniente coronel David McDougal) se encontró con la unidad de Puller temprano el 25 de septiembre. Puller envió a sus heridos de vuelta al perímetro de Lunga con tres compañías de su batallón y continuó la misión con el resto de su compañía (Compañía C), sus subordinados del cuartel general y el 2/5, y ellos acamparon esa noche entre el monte Austen y el río Matanikau.
La mañana del 26 de septiembre, las tropas de Puller y McDougal alcanzaron el río Matanikau e intentaron cruzarlo a través de un puente que los japoneses habían construido anteriormente, puente que se conocía como el one-log bridge (puente de un solo tronco). A causa de la resistencia que opusieron unos 100 defensores japoneses situados alrededor del puente, los marines procedieron más al norte, a lo largo de la orilla este del Matanikau hasta la lengua de arena en la costa, junto a la desembocadura del río. Las tropas de Oka repelieron el intento de los marines de cruzar el Matanikau en la lengua de arena también, al igual que otro intento de cruzar el one-log bridge durante la tarde. Mientras tanto, el batallón de Raiders de Griffith, junto a Merritt A. Edson (comandante del 5.º Regimiento de Marines), se reunió con las tropas de Puller y McDougal en la desembocadura del Matanikau.

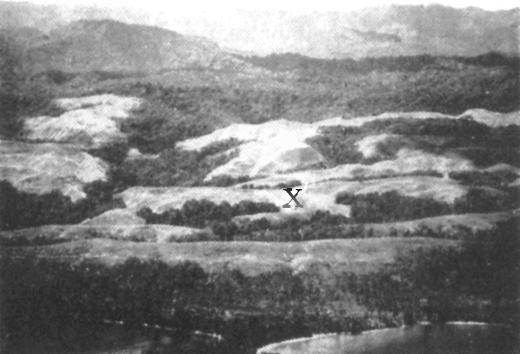
Vista del área al sur de Punta Cruz. Las tres compañías del batallón de Puller desembarcaron justo a la derecha de Punta Cruz, como se ve en la imagen (primer plano, abajo) y ocuparon la Colina 84 (marcada con una X) antes de ser rodeados por las fuerzas japonesas.

Edson llevaba consigo una «idea rápida» de plan de ataque, escrita al principio por el teniente coronel Merrill B. Twining (miembro de la división de Vandegrift) que sugería que los Raiders de Griffith y la Compañía C de Puller cruzasen el one-log bridge y que entonces flanqueasen a los japoneses en la lengua de arena/desembocadura del río desde el sur. Al mismo tiempo, el batallón de McDougal tenía que atacar a través de la lengua de arena. Si los ataques tenían éxito, el resto del batallón de Puller llegaría por barco al oeste de Punta Cruz para sorprender a los japoneses por la retaguardia. El aeronaves de Campo Henderson, al igual que la artillería de 75 mm (2,95 in) y 105 mm (4,1 in)  de los marines, ofrecerían apoyo a la operación. La ofensiva de los marines empezaría al día siguiente, el 27 de septiembre.
El ataque de los marines de la mañana del 27 de septiembre no hizo muchos progresos. Los Raiders de Griffith no pudieron pasar del one-log bridge sobre el Matanikau, y sufrieron algunas bajas, entre las que se incluyen el mayor Kenneth D. Bailey, que murió, y el propio Griffith, que resultó herido. El intento de la maniobra de flanqueo de los Raiders río arriba también falló. Los japoneses, que habían reforzado su posición en la desembocadura del Matanikau durante la noche con compañías adicionales del 124.º Regimiento de Infantería, repelieron los ataques de los soldados de McDougal.
Como resultado de los mensajes ilegibles de Griffith por el ataque aéreo japonés a Campo Henderson que desbarató la red de comunicaciones de los marines, Vandergrift y Edson creyeron que los Raiders habían logrado cruzar el Matanikau. Por ello, se ordenó al batallón de Puller que continuase con el desembarco planeado al oeste de Punta Cruz. Tres compañías del batallón de Puller, bajo el mando del mayor Otho Rogers, desembarcaron de nueve lanchas de desembarco al oeste de Punta Cruz a las 13:00 horas. Los marines de Rogers avanzaron hacia el interior y ocuparon una cresta, llamada Colina 84, que estaba a unas 600 yardas (550 m) del área de desembarco. Oka, que supo reconocer la gravedad de este desembarco, ordenó a sus fuerzas que cercasen a los marines de Rogers tanto desde el oeste como del este.

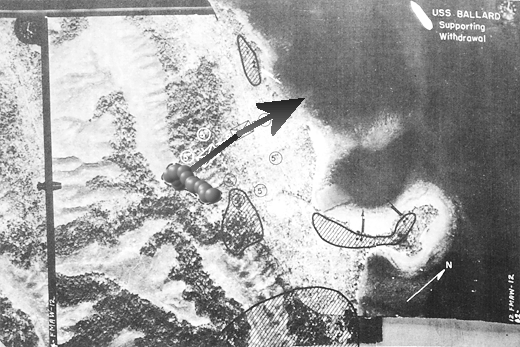
Mapa superpuesto en una foto aérea del área de Punta Cruz que muestra la retirada de los marines desde la cresta (centro) hasta la costa para retirarse mediante las lanchas de desembarco (flecha negra). Las áreas sombreadas representan las posiciones de los japoneses. El destructor USS Monssen que ayudó a la evacuación está mal identificado como USS Ballard en esta imagen.

Poco después de ocupar la cresta, los hombres de Rogers sufrieron fuertes ataques de las fuerzas de Oka desde dos direcciones. El mayor Rogers fue golpeado por una granada de mortero que le partió por la mitad, lo que le mató al instante. El capitán Charles Kelley, comandante de una de las compañías, tomó el mando y desplegó a los marines en un perímetro de defensa alrededor de la cresta para contraatacar. Los marines en la Colina 84 no tenían comunicación por radio y por tanto no podían pedir ayuda, por lo que improvisaron utilizando camisas blancas para escribir la palabra «H-E-L-P» (ayuda) en la cresta. Un Cactus Air Force (nombre para la aeronave de los Aliados que operaban fuera de Campo Henderson) SBD Dauntless que apoyaba la operación divisó el mensaje y lo comunicó a Edson a través de la radio.
Paul Moore, Jr., un veterano de los marines que participó en la batalla, lo describía así:

«Cada… [sección] tenía que correr a través de la lengua de arena hasta que estuviera en la otra orilla, vadear el río y atacar el batallón japonés, que estaba atrincherado con armas automáticas, granadas de mano y morteros en la orilla… Bueno, una sección lo hizo y fue aniquilada. Otra sección lo hizo y fue aniquilada. Entonces otra… todos nos dimos cuenta de que era una locura… Pero si eres un Marine y te ordenan que cruces la maldita orilla, lo haces».

Edson recibió un mensaje del Batallón de Raiders informando de su fracaso al intentar cruzar el Matanikau. Edson, hablando a los que estaban a su alrededor, expresó: «Supongo que mejor ordenamos la retirada. No parecen ser capaces de cruzar el río». Puller, enfadado, replicó: «¡No vas a abandonar a estos hombres!», refiriéndose aparentemente a sus soldados atrapados en el lado oeste del Matanikau, y se abalanzó hacia la orilla donde, con la ayuda de su guardavía, Puller llamó la atención del destructor de la Armada USS Monssen que servía de apoyo a la operación. Una vez a bordo del Monssen, Puller y el destructor dirigieron 10 lanchas hacia Punta Cruz y establecieron comunicaciones con Kelley, en la cresta, mediante señales de banderas.
Para entonces, las tropas de Oka habían cambiado de posición para impedir a los marines de la Colina 84 que llegasen a la costa. Por eso mismo, Monssen, coordinado por Puller, empezó a bombardear hasta crear un camino entre la cresta y la playa. Tras unos 30 minutos de disparos del destructor, el camino estaba abierto para que los marines escapasen hacia la orilla. Aunque sufrieron algunas bajas a causa de fuego amigo, a las 16:30 la mayoría de marines habían conseguido llegar a la orilla junto a Punta Cruz. Las tropas de Oka atacaron fieramente a los marines en la orilla, en un intento de evitar que evacuasen exitosamente, y los equipos de la Guardia Costera de Estados Unidos que tripulaban las lanchas respondieron con su propio fuego pesado para cubrir la retirada de los marines. Bajo ataque, los marines lograron subir a bordo de las lanchas y volver al perímetro de Lunga, con lo que acabó la acción. El guardavía de primera clase de la Guardia Costera de Estados Unidos Douglas Albert Munro (oficial a cargo del grupo de lanchas) fue asesinado mientras cubría la retirada desde su lancha para que los marines evacuasen la orilla y se le otorgó la Medalla de Honor póstumamente. Hasta la fecha sigue siendo el único miembro de la Guardia Costera en recibir esa condecoración.

### Consecuencias

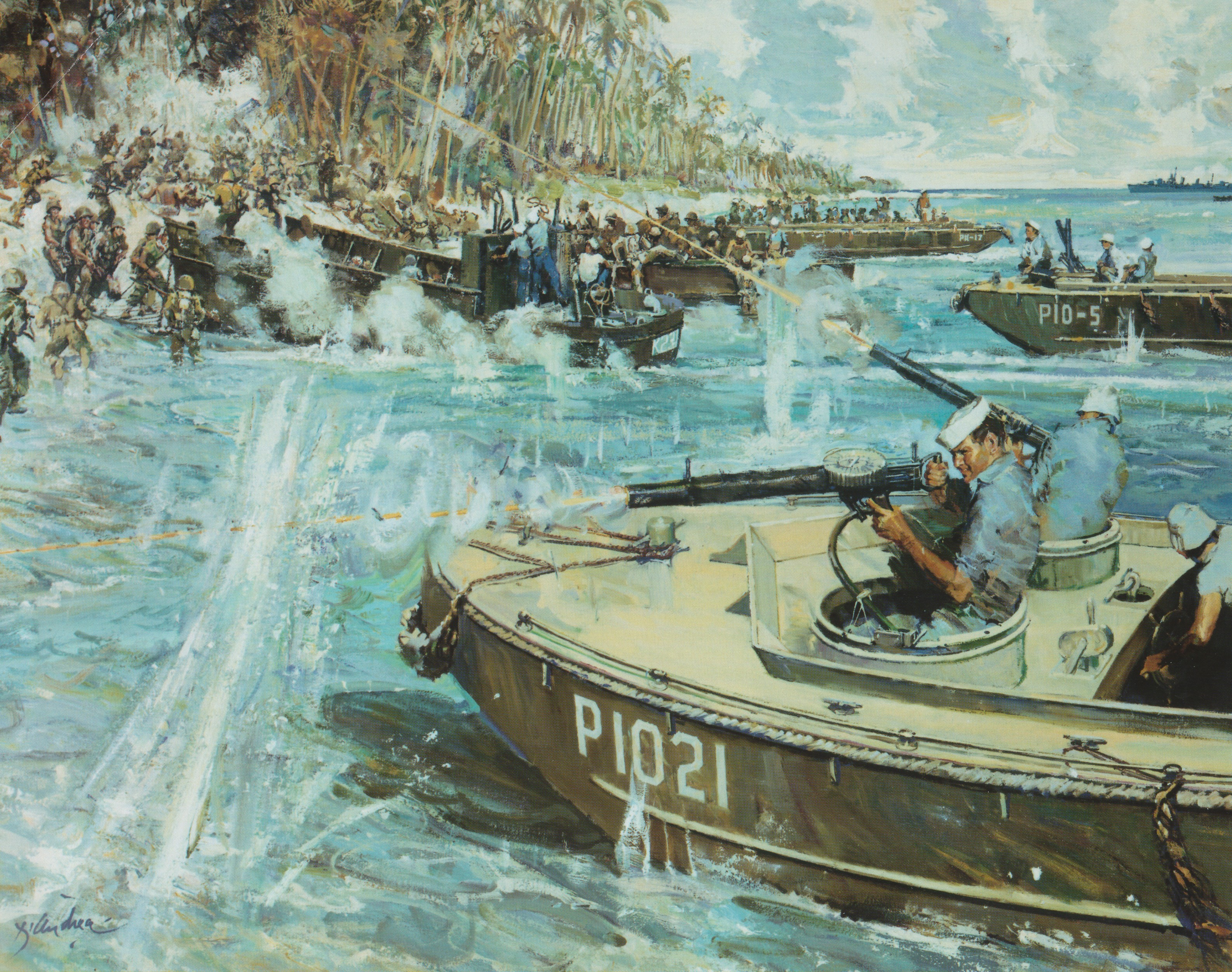
Un cuadro muestra los equipos de las lanchas de desembarco de la Guardia Costera de Estados Unidos cubriendo la evacuación de los marines estadounidenses bajo ataque en Punta Cruz, Guadalcanal, el 27 de septiembre de 1942.

Los resultados de la acción fueron satisfactorios para los japoneses, que seguían recuperándose de su derrota en Edson’s Ridge dos semanas antes. Las tropas de Oka contaron los cuerpos de 32 marines alrededor de la Colina 84, y tomaron 15 rifles y varias ametralladoras que los marines dejaron atrás. El general de brigada Akisaburo Futami (jefe del personal de la 17.ª Armada en Rabaul) apuntó en su diario que su acción fue «la primera buena noticia que venía de Guadalcanal».
La acción, descrita como una «derrota vergonzosa» para los Marines estadounidenses, resultó en un cúmulo de comandantes de la Marina apuntándose con el dedo entre ellos, puesto que no querían cargar con la culpa. Puller culpaba a Griffith y a Edson, Griffith culpaba a Edson, Twining culpaba a Puller y a Edson. El coronel Gerald Thomas, oficial de operaciones de Vandegrift, culpaba Twining. Los marines, sin embargo, aprendieron de la experiencia, y la derrota fue la única de tal envergadura que sufrieron las fuerzas de los Marines de Estados Unidos durante la Campaña de Guadalcanal. 

## Acción de octubre

### Preludio
Los japoneses siguieron llevando tropas a Guadalcanal para preparar la ofensiva que tenían planeada para finales de octubre. Entre el 1 y el 5 de octubre el Tokyo Express abasteció a los japoneses con tropas de la 2.ª División de Infantería, lideradas por su comandante, el teniente general Masao Maruyama. Dichas tropas consistían en unidades de los regimientos 4.º, 16.º y 29.º. Tratando de aprovechar la ventaja que habían conseguido en la acción de septiembre, Maruyama desplegó los tres batallones del 4.º Regimiento de Infantería (con unidades adicionales bajo el mando del mayor general Yumio Nasu) a lo largo del lado oeste del río Matanikau, al sur de Punta Cruz. También desplegó tres compañías del 4.º Regimiento de Infantería en el lado este. Las exhaustas tropas de Oka se retiraron de las inmediaciones del Matanikau. Las unidades japonesas situadas al este del río tenían como misión ayudar a preparar posiciones desde las que la artillería pesada pudiera disparar dentro del perímetro de los Marines de EE. UU. alrededor de Punta Lunga.
Conscientes de la actividad japonesa alrededor del Matanikau, los Marines de EE. UU. se prepararon para otra ofensiva en la zona, que tenía como objetivo empujar a las fuerzas japonesas al oeste, fuera del valle del Matanikau. Gracias a las lecciones que habían aprendido en la acción de septiembre, esta vez los Marines prepararon un plan coordinado minuciosamente en el que participarían cinco batallones: dos del 5.º Regimiento de Marina, dos del 7.º y uno del 2.º, además de vigilantes y francotiradores (conocidos como el Grupo Whaling por su comandante, el coronel William J. Whaling). Los batallones del 5.º Regimiento de Marina debían atacar a través de la desembocadura del Matanikau mientras que los otros tres batallones cruzaban el interior del río por el one-log bridge, giraban al Norte e intentaban dejar a las fuerzas japonesas atrapadas contra la costa. Esta vez el cuartel general de la Marina tenía pensado mantener el control a lo largo de toda la operación y dispuso con cuidado artillería y aviones para que sirvieran de apoyo en la operación.

### Acción
El 7 de octubre por la mañana, los dos batallones del 5.º Regimiento de Marina atacaron desde el oeste hacia el Matanikau desde las proximidades de Punta Lunga. Con el apoyo de fuego directo de armas de 75 mm montadas en semiorugas, así como de tropas adicionales del 1.er Batallón de Raiders, los Marines consiguieron que 200 soldados de la 3.ª compañía japonesa, 1.er Batallón, 4.ª Infantería quedaran atrapados en una pequeña bolsa en el lado este del Matanikau, a unas 400 yardas (370 m) de la desembocadura del río. La 2.ª Compañía japonesa trató de ayudar a sus compatriotas de la 3.ª Compañía, pero no fueron capaces de cruzar el Matanikau y sufrieron bajas bajo el fuego de los Marines. Mientras tanto, los dos batallones del 7.º Regimiento de Marina y el Grupo Whaling tomaron posiciones al este del one-log bridge sin oposición y acamparon el resto de la noche.

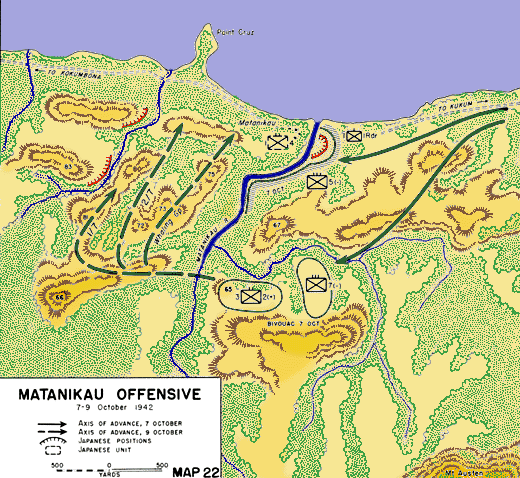
Mapa de la ofensiva de la Marina de EE. UU. alrededor del Matanikau, 7-9 de octubre de 1942.

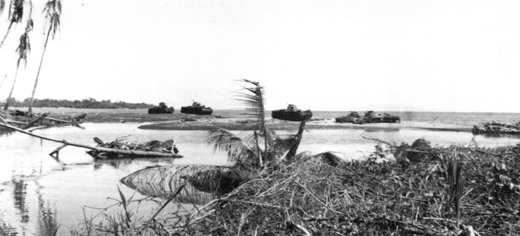
Tanques japoneses eliminados por armas de 37 mm cerca de la desembocadura del río Matanikau, Guadalcanal, octubre de 1942.

Ajeno a la ofensiva de la Marina de EE. UU., el General Nasu envió a la 9.ª Compañía del 3.er Batallón del 4.º Regimiento de infantería a través del Matanikau el 7 de octubre por la tarde. El comandante del regimiento japonés fue alertado de la operación de la Marina de EE. UU. alrededor de las 03:00 horas del 8 de octubre y ordenó de inmediato a sus batallones 1.º y 2.º que se acercaran al río para contrarrestar la operación de la Marina.
El 8 de octubre, la lluvia ralentizó al 7.º Regimiento y al Grupo Whaling, que trataban de cruzar el Matanikau. Esa tarde el 3.er Batallón del 2.º Regimiento alcanzó la primera cresta al oeste del Matanikau a unos 1.6 km (1 milla) de Punta Cruz. En la posición opuesta, en el banco este del río, la Compañía H del 2.º Batallón del 7.º Regimiento de Marines avanzó sin darse cuenta hasta una posición en la que se vieron expuestos entre la 9.ª compañía japonesa en el banco este y el resto del 3.er Batallón japonés en el banco oeste, y tuvieron que retirarse. Como resultado, los Marines detuvieron el ataque por esa noche y se prepararon para continuarlo al día siguiente. Desconocedores de que los Marines amenazaban sus posiciones en el banco oeste del Matanikau, los comandantes japoneses (incluidos Maruyama y Nasu) ordenaron a sus unidades que se quedaran donde estaban.
Aquella noche, los supervivientes de la 3.ª Compañía japonesa, unos 150 hombres, trataron de escapar de la bolsa en la que estaban atrapados y cruzar el banco de arena en la desembocadura del Matanikau. Los soldados de la 3.ª Compañía atacaron a dos pelotones del 1.er Batallón de Raiders, que no esperaban un ataque desde esa dirección, y la escaramuza cuerpo a cuerpo resultante dejó a 12 Marines y 59 japoneses muertos. El resto de supervivientes de la 3.ª Compañía consiguieron cruzar el río y llegar a líneas aliadas. Según Frank J. Guidone, un marine que participó en el combate, «aquella lucha fue un infierno que duró varias horas. Había gritos, chillidos de los heridos y de los moribundos. Los disparos de los rifles y de las ametralladoras con balas trazadoras rompieron el silencio de la noche. Una combinación de niebla, humo y oscuridad. Fue una verdadera masacre».

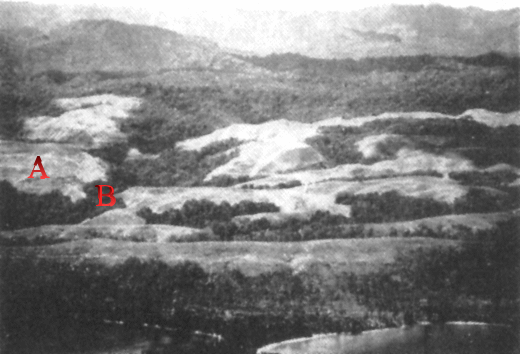
El 9 de octubre, el Batallón de Puller (marcado con una «A» roja) atrapó al 2.º Batallón, 4.ª infantería de los japoneses en el barranco boscoso, marcado con una «B» roja.

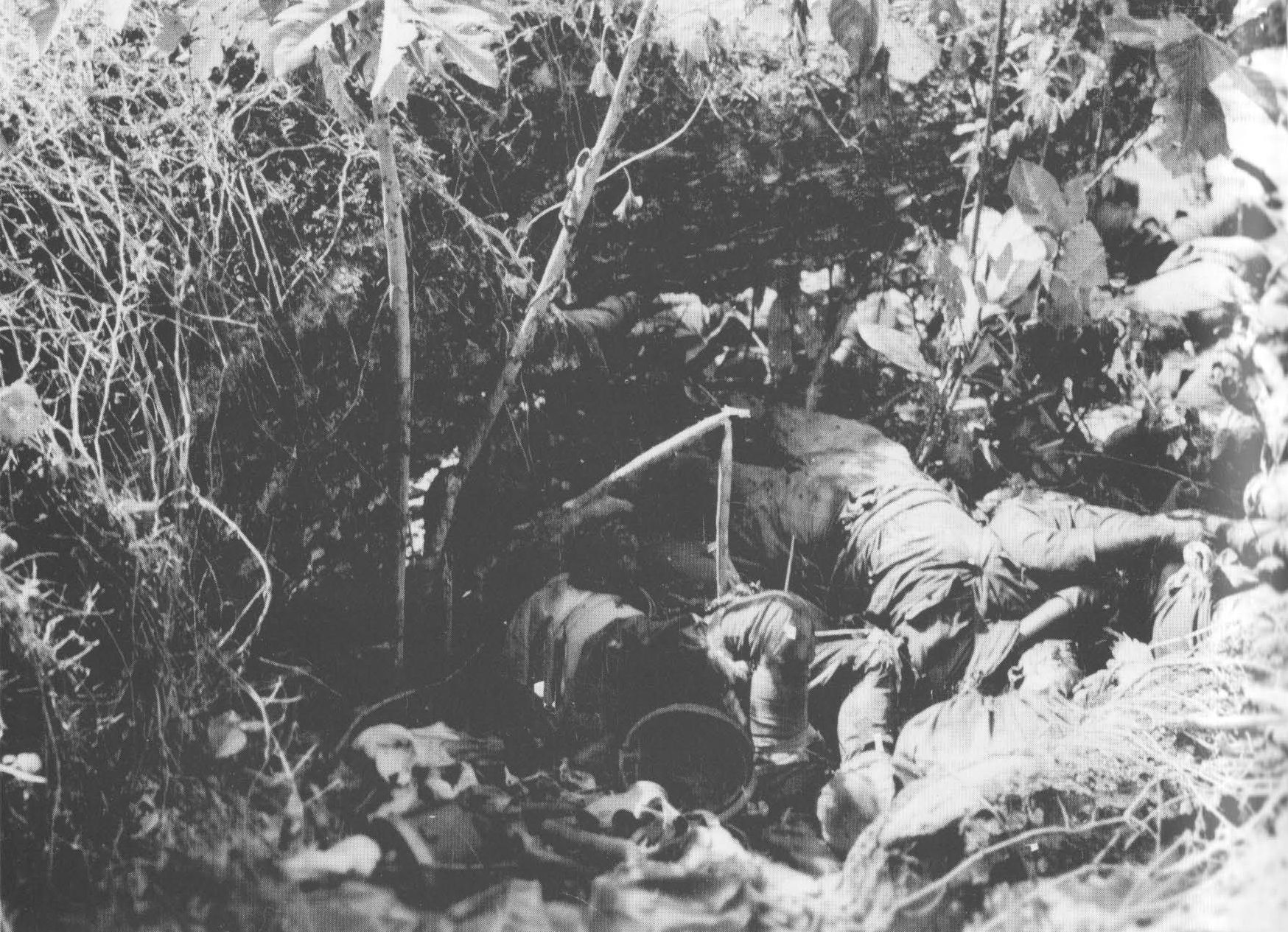
Soldados japoneses muertos en el barranco boscoso tras haber sido eliminados por las tropas de Puller el 9 de octubre.

La mañana del 9 de octubre, los Marines de EE. UU. retomaron su ofensiva al oeste del Matanikau. El Grupo Whaling y el 2.º Batallón del 7.º Regimiento de Marines, comandados por el teniente coronel Herman H. Hanneken, alcanzaron la orilla cercana a Punta Cruz y atraparon a un gran número de tropas japonesas entre ellos y el río Matanikau, donde los japoneses sufrieron graves bajas por parte de la artillería estadounidense y el bombardeo aéreo. Más al oeste, el 1.er Batallón del 7.º Regimiento de Puller atrapó al 2.º Batallón, 4.ª Infantería de los japoneses en un barranco boscoso. Tras ordenar que se abriera fuego masivo de artillería contra el barranco, Puller añadió el fuego de los morteros de su batallón para crear, en sus propias palabras, una «máquina de exterminio». Las tropas japonesas atrapadas trataron de escapar varias veces trepando el lado opuesto del barranco, pero fueron masacradas en gran número por los Marines con rifles y ametralladoras. Habiendo conseguido información sobre una ofensiva sorpresa que los japoneses estaban preparando en algún lugar de Guadalcanal, Vandegrift dio la orden de retirada a todas las unidades al oeste del Matanikau, que volvieron al lado este del río para la tarde del 9 de octubre.

### Consecuencias e importancia
La ofensiva de la Marina causó graves bajas al 4.º Regimiento de Infantería japonés, con unas 700 muertes japonesas. 65 marines murieron durante esta operación.
La misma noche que terminó la operación estadounidense en el Matanikau el 9 de octubre, el teniente general Harukichi Hyakutake, comandante del 17.ª Ejército japonés, aterrizó en Guadalcanal para liderar personalmente a las fuerzas japoneses en la gran ofensiva que habían planeado para una fecha posterior de octubre. Hyakutake fue informado de inmediato de la pérdida de las posiciones japonesas en el banco este del Matanikau y de la aniquilación de uno de los batallones del 4.º Regimiento de Infantería. Hyakutake viajó a Tokio, donde comunicó esta noticia personalmente al Estado Mayor del ejército, donde el teniente general Moritake Tanabe de la División de Operaciones anotó en su diario que la pérdida de la posición del Matanikau era un «muy mal presagio» para la ofensiva planificada para octubre.

Los japoneses decidieron que restablecer sus fuerzas en el lado este del Matanikau sería demasiado costoso en cuanto al número de tropas necesario para conseguirlo. Por lo tanto, los japoneses trazaron un plan de ataque para la ofensiva que tenían planificada, por lo que enviaron un gran número de sus tropas a atacar el perímetro estadounidense de Punta Lunga tras un largo y arduo viaje por tierra. La marcha, que comenzó el 16 de octubre, dejó a las tropas japonesas tan exhaustas que se considera que fue uno de los factores más cruciales para la posterior derrota decisiva en la batalla por el Campo Henderson entre el 23 y 26 de octubre de 1942. Por lo tanto, que los japoneses no fueran capaces de mantener una posición fuerte en el Matanikau resultó tener consecuencias estratégicas a largo plazo en la campaña de Guadalcanal, contribuyendo de manera significativa a la posterior victoria de las fuerzas Aliadas.

## Lectura adicional
- Hersey, John (2002). Into the Valley: Marines at Guadalcanal (Paperback edición). Bison Books. ISBN 0-8032-7328-2.
- Smith, George W. (2003). The Do-or-Die Men: The 1st Marine Raider Battalion at Guadalcanal. Pocket. ISBN 0-7434-7005-2.
- Twining, Merrill B. (1996). No Bended Knee: The Battle for Guadalcanal. Novato, CA, USA: Presidio Press. ISBN 0-89141-826-1.